# Cantón de Poncin
El cantón de Poncin (en francés canton de Poncin) era una división administrativa francesa del departamento de Ain, en la región de Ródano-Alpes.

## Composición
El cantón estaba formado por nueve comunas:
- Boyeux-Saint-Jérôme
- Cerdon
- Challes-la-Montagne
- Jujurieux
- Labalme
- Mérignat
- Poncin
- Saint-Alban
- Saint-Jean-le-Vieux

## Supresión del cantón
En aplicación del decreto nº 2014-147 del 13 de febrero de 2014, el cantón de Poncin fue suprimido el 1 de abril de 2015 y sus 9 comunas pasaron a formar parte del cantón de Pont-d'Ain.